# Gabinete de Tonga
El Gabinete de Tonga está compuesto por los principales cargos del Poder ejecutivo del Gobierno del Reino de Tonga. Los miembros, son nombrados por el monarca, por recomendación del Primer Ministro. El Gobernador de Ha'apai y el Gobernador de Vava'u también forman parte del Gabinete de oficio. Cuando está en sesión y presidido por el monarca, el Gabinete se conoce como el Consejo Privado.

## Gabinete actual
La integración actual del Gabinete fue presentada al rey Tupou VI por el primer ministro Siaosi Sovaleni, el 27 de diciembre de 2021. Un día después, el monarca nombró oficialmente a los nuevos ministros del Gobierno y a los Gobernadores de Ha'apai y de Vava'u. El gobierno Sovaleni finalizó el 9 de diciembre de 2024 tras la renuncia del primer ministro ante la votación de una moción de censura.

### Composición
| Ministerio | Sitio web | Titular                       |
| --- | --- | ----------------------------- |
| Primer Ministro Ministro de Educación Ministro de Policía, Bomberos y Servicios de Emergencia Ministro de las Fuerzas Armadas de Su Majestad                              | primeministeroffice tonga/education tonga/police Archivado el 11 de octubre de 2019 en Wayback Machine. tonga/defense Archivado el 11 de octubre de 2019 en Wayback Machine. | Hon. Siaosi Sovaleni          |
| Vice primer ministro Ministro de Meteorología, Energía, Información, Gestión de Desastres, Medio Ambiente, Comunicaciones y Cambio Climático Ministro de Empresas Públics | tonga/meidecc tonga/publicenterprises | Hon. Poasi Tei                |
| Ministro de Justicia y Prisiones | tonga/justice | Hon. Samiu Vaipulu            |
| Ministro de Finanzas y Planificación Nacional Ministro de Ingresos y Aduanas                                                                                              | tonga/finance tonga/revenue Archivado el 11 de octubre de 2019 en Wayback Machine.                                                                                           | Hon. Tiofilusi Tiueti         |
| Ministro de Tierras y Recursos Naturales | tonga/naturalresource Archivado el 11 de octubre de 2019 en Wayback Machine.                                                                                                 | Hon. Tonga Tuʻiʻafitu         |
| Ministra de Asuntos Exteriores Ministra de Turismo | tonga/tourism | Hon. Fekitamoeloa ʻUtoikamanu |
| Ministro de Salud | tonga/health Archivado el 11 de octubre de 2019 en Wayback Machine. | Hon. Siale ‘Akau’ola          |
| Ministro de Comercio y Desarrollo Económico | tonga/trade Archivado el 11 de octubre de 2019 en Wayback Machine. | Hon. Viliami Latu             |
| Ministro de Agricultura, Alimentación y Bosques | tonga/agriculture Archivado el 11 de octubre de 2019 en Wayback Machine. | Lord Fohe                     |
| Ministro de Pesca | | Hon. Semisi Fakahau           |
| Ministro de Asuntos Internos | tonga/internalaffairs Archivado el 11 de octubre de 2019 en Wayback Machine.                                                                                                 | Lord Vaea                     |
| Ministro de Infraestructura | tonga/infrastructure Archivado el 22 de febrero de 2018 en Wayback Machine.                                                                                                  | Hon. Sevenitini Toumoʻua      |
| Fuenteː | |                               |